# Układ współrzędnych 1942
Układ współrzędnych 1942 – układ współrzędnych płaskich prostokątnych. Układ historyczny, nienależący do państwowego systemu odniesień przestrzennych. Układ został wprowadzony do stosowania uchwałą Prezydium Rządu w 1953.
Układ powstał w wyniku zastosowania odwzorowania Gaussa-Krügera  na elipsoidzie Krasowskiego. Punkt przyłożenia – Pułkowo (B=59°46'18.55", L=30°19'42.09") Azymut orientacji: Pułkowo – Bugry (A=121°40'38.79").
W Polsce, podobnie jak w innych państwach Układu Warszawskiego, obowiązywała od 1952 elipsoida Krasowskiego z punktem przyłożenia do geoidy w Pułkowie i lokalną orientacją azymutalną. Był to system przyjęty w ZSRR w 1942, stąd też nazwa układu. Elipsoida Krasowskiego zastąpiła w Polsce dawną elipsoidę Bessela z punktem przyłożenia do geoidy w Borowej Górze. W wyniku wzajemnego powiązania państwowych sieci astronomiczno-geodezyjnych elipsoida Krasowskiego stała się bazą odniesienia dla polskich osnów geodezyjnych i układów odwzorowawczych. 
Układ obejmował dwa podsystemy: 
- odwzorowanie w pasach południkowych o szerokości 6°. W wyniku tego na obszarze Polski powstały dwie strefy odwzorowawcze: z południkami środkowymi 15° i 21°. Odwzorowanie to miało zastosowanie dla map średnioskalowych i małoskalowych (skale mniejsze od 1:5000).
 Zniekształcenia odwzorowawcze zmieniały się od 0 cm/km (na południku środkowym każdej strefy) do ok. + 59 cm/km (na brzegach strefy)
- odwzorowanie w pasach południkowych o szerokości 3°. W wyniku tego na obszarze Polski powstały cztery strefy odwzorowawcze: z południkami środkowymi 15°, 18°, 21°, 24°. Odwzorowanie to miało zastosowanie dla map wielkoskalowych (skala 1:5000 i większe). Zniekształcenia odwzorowawcze na brzegach stref nie przekraczały +15 cm/km.

Układ obowiązywał w służbie cywilnej do czasu zastąpienia go przez układ współrzędnych 1965, w wojskowej natomiast do początku lat 90. XX wieku.